# 2009 في بنغلاديش
فيما يلي قوائم الأحداث التي وقعت خلال عام 2009 في بنغلاديش.

## سياسة

### تعيين في المنصب
- 1 يناير – حسين محمد إرشاد عضو الدورة التاسعة لمجلس الأمة البنغلاديشي ‏.
- 6 يناير – شيخة حسينة واجد رئيس وزراء بنغلاديش.
- 12 فبراير – محمد ظل الرحمن رئيس دولة بنغلاديش.

### انتهاء فترة المنصب
- 12 فبراير – عياض الدين أحمد رئيس دولة بنغلاديش.

## رياضة
- 1 يناير – كأس اتحاد جنوب آسيا لكرة القدم 2009
- 1 يناير – كأس رئيس الاتحاد الآسيوي 2009 الفائز ريغار-تاداز تورسونزاده.

## وفيات

### يونيو
- 18 يونيو – علي أكبر خان (مواليد 1922) موسيقي بنغلاديشي.